# Primera División de México 1994-95
La temporada 1994-95 fue la edición LIV del campeonato de liga de la Primera División en la denominada "época profesional" del fútbol mexicano; Comenzó el 3 de septiembre y finalizó el 4 de junio. Es quizá una de las más recordadas campañas de los últimos tiempos por diversas circunstancias.
América contrato sorpresivamente al laureado técnico holandés Leo Beenhakker, entrenador tricampeón con el Real Madrid en 1986-87, 1987-88 y 1988-89 en la Liga Española, campeón de la Copa del Rey en 1989, y seleccionador de Holanda en Italia 1990, que trajo consigo las contrataciones del camerunés François Omam-Biyik y el originario de Zambia Kalusha Bwalya, dos elementos que le pusieron color y espectacularidad al torneo. La llegada del técnico europeo fue tan sonada como su partida inexplicable meses después cuando las Águilas jugaban un fútbol inusual en México, con un estilo de juego vertical y ofensivo. Entre sus marcadores más abultados se cuentan un 8-2 a Correcaminos de la UAT, 8-1 a TM Gallos Blancos y dos goleadas 7-3 y 6-1 a Atlético Morelia. América despidió a Beenhakker cuando era líder general tras 31 juegos con 18 partidos ganados, nueve empatados, y solo cuatro perdidos. Además llevaba un impresionante número de goles anotados con 78, por 40 recibidos. Tenía al líder de goleo individual, Biyik con 30 anotaciones, era el líder del grupo 1 y estaba clasificada a la liguilla faltando 5 jornadas para el final de la fase regular.
Otro momento para recordar fue la disputa por el título de goleo entre Biyik y Carlos Hermosillo, que resultó una carrera muy pareja hasta la última jornada en la que el mexicano anotó dos goles para cerrar con 35 (la mayor cifra desde los 36 de Adalberto López en 1947-48), luego de que el camerunés no anotara en la jornada final, quedándose con 33. A pesar de ello Biyik sobresalió al romper la añeja marca de Horacio Casarín de 9 juegos consecutivos anotando, establecida entre 1944-45 y 1945-46, y que el americanista superó con 11.
El liderato general sin embargo quedó en manos de Guadalajara en la segunda temporada en manos de la Promotora Deportiva que había adquirido al club y bajo el mando de Alberto Guerra.
Pero el título se lo llevó el Necaxa después de 57 años, de la mano de Manuel Lapuente y una talentosa generación de futbolistas mexicanos y extranjeros. Lo logró venciendo en la final a Cruz Azul con un técnico debutante de nombre Luis Fernando Tena. Todo esto enmarcado en una campaña de marcadores abultados y buen nivel futbolístico.
Ascendió como campeón de la Segunda División el Tampico Madero, que en un hecho insólito, cambió de sede y nombre en pleno torneo, esto luego de problemas por el arrendamiento del Estadio Tamaulipas por lo cual rento el Estadio Corregidora y se renombró como TM Gallos Blancos. Esa misma inestabilidad peso para al final, terminar acompañando a Correcaminos en el descenso, luego de pactarse uno doble para dejar en 18 el número de equipos del máximo circuito.
Por otro lado, la temporada fue disputada por 19 clubes y no 20 como venía siendo habitual, esto debido a la desaparición de los Leones Negros de la U. de G., en junio de 1994 el equipo pasó a ser administrado por la FMF debido a problemas administrativos y financieros, finalmente, la federación determinó liquidar la franquicia, que reapareció hasta 2009 en la Liga de Ascenso y volvió al máximo circuito durante una temporada en 2014.

## Sistema de competencia
Los diecinueve participantes fueron divididos en cuatro grupos, tres de cinco equipos cada uno y uno de solo cuatro; todos disputan la fase regular bajo un sistema de liga, es decir, todos contra todos a visita recíproca; con un criterio de puntuación que otorga dos unidades por victoria, una por empate y cero por derrota. 
Clasifican a la disputa de la fase final por el título, el primer y segundo lugar de cada grupo (sin importar su ubicación en la tabla general). Los equipos clasificados son ubicados del 1 al 8 en duelos cruzados (es decir 1 vs 8, 2 vs 7, 3 vs 6 y 4 vs 5), se enfrentaban en rondas ida-vuelta o eliminación directa. 
La definición de los partidos de fase final tomarían como criterio el "Gol de visitante", es decir el equipo que en la serie ida y vuelta anotara más goles en calidad de visitante. Se procedía a tiempo extra y tiros penales en caso de tener la misma cantidad de goles en ambos partidos; los goles en tiempo extra no eran válidos para el criterio de gol de visitante, en virtud de la justicia deportiva que debía imperar, ya que en una serie a visita recíproca, solo los juegos de vuelta tienen tiempos extras.
En caso de existir uno o dos equipo que superen la puntuación de uno o dos sublíderes de grupo se procederá a jugar una reclasificación; el formato consiste en series a visita recíproca entre aquellos equipos involucrados con las condicionantes mencionadas, es decir, el sublíder de grupo se enfrentaría a aquel club que lo hubiera superado en puntos en otro grupo, y no fuera el sublíder de este; todo ello respetando la posición en la tabla general para la definición del rol de juegos, y considerando los mismos criterios de desempate vigentes de las rondas subsecuentes.
En la definición del descenso el club con menor cociente en la tabla de porcentajes descendería ahora al nuevo circuito de ascenso, conocido como Primera División "A", y considerando los criterios de desempate de la fase regular. Este se obtendría de sumar los puntos obtenidos en las últimas tres temporadas, y dividiéndolo entre los partidos disputados en ese lapso.

## Equipos por Entidad Federativa

### Ascensos y descensos
| Pos | Ascendido de la Segunda División 1993-94 |
| --- | ---------------------------------------- |
| 1º  | Tampico Madero                           |

| Pos | Descendido en la Primera División 1993-94 |
| --- | ----------------------------------------- |
| 20° | Querétaro                                 |

### Cambios de equipos
| Pos | Se une a la Primera División 1994-95 |
| --- | ------------------------------------ |
| -   | No hubo                              |

| Pos | Se retira de la Primera División 1994-95 |
| --- | ---------------------------------------- |
| 18° | Universidad de Guadalajara               |

En la temporada 1994-1995 jugaron 19 equipos que se distribuían de la siguiente forma (las ubicaciones incluyen el cambio de sede en pleno torneo del Tampico Madero, para renombrarse TM Gallos Blancos):
| Monterrey Tigres UAT Tampico Madero Morelia Atlas Guadalajara U.A.G Necaxa Puebla Toluca América Cruz Azul Atlante UNAM Santos León Veracruz Toros Neza TM Gallos Blancos | \| Entidad Federativa \| N.º \| Equipos \| \| ------------------ \| --- \| ---------------------------------------------------------- \| \| Distrito Federal \| 5 \| América, Atlante, Cruz Azul, Necaxa y UNAM \| \| Jalisco \| 3 \| Atlas, Guadalajara, UAG \| \| Nuevo León \| 2 \| Monterrey y UANL \| \| Estado de México \| 2 \| Toluca y Toros Neza \| \| Tamaulipas \| 2 \| UAT y Tampico Madero \| \| Guanajuato \| 1 \| León \| \| Puebla \| 1 \| Puebla \| \| Michoacán \| 1 \| Morelia \| \| Coahuila \| 1 \| Santos Laguna \| \| Veracruz \| 1 \| Veracruz \| \| Queretaro \| 1 \| TM Gallos Blancos Tras el cambio de sede de Tampico Madero \| |                                                            |
| Entidad Federativa | N.º | Equipos                                                    |
| Distrito Federal | 5 | América, Atlante, Cruz Azul, Necaxa y UNAM                 |
| Jalisco | 3 | Atlas, Guadalajara, UAG                                    |
| Nuevo León | 2 | Monterrey y UANL                                           |
| Estado de México | 2 | Toluca y Toros Neza                                        |
| Tamaulipas | 2 | UAT y Tampico Madero                                       |
| Guanajuato | 1 | León                                                       |
| Puebla | 1 | Puebla                                                     |
| Michoacán | 1 | Morelia                                                    |
| Coahuila | 1 | Santos Laguna                                              |
| Veracruz | 1 | Veracruz                                                   |
| Queretaro | 1 | TM Gallos Blancos Tras el cambio de sede de Tampico Madero |

## Información sobre equipos
| Equipo                             | Ciudad                                              | Estadio                  | Capacidad       |
| ---------------------------------- | --------------------------------------------------- | ------------------------ | --------------- |
| América                            | México, D. F.                                       | Azteca                   | 114,600         |
| Atlante                            | México, D.F.                                        | Azulgrana                | 36,000          |
| Atlas                              | Guadalajara, Jalisco                                | Jalisco                  | 56,000          |
| Cruz Azul                          | México, D. F.                                       | Azteca                   | 114,600         |
| Guadalajara                        | Guadalajara, Jalisco                                | Jalisco                  | 56,000          |
| León                               | León, Guanajuato                                    | Nou Camp                 | 30,000          |
| Monterrey                          | Monterrey, Nuevo León                               | Tecnológico              | 38,000          |
| Morelia                            | Morelia, Michoacán                                  | Morelos                  | 39,000          |
| Necaxa                             | México, D. F.                                       | Azteca                   | 114,600         |
| Puebla                             | Puebla, Puebla                                      | Cuauhtémoc               | 36,000          |
| Santos                             | Torreón, Coahuila                                   | Corona                   | 18,000          |
| Tampico Madero / TM Gallos Blancos | Tampico - Madero, Tamaulipas y Querétaro, Querétaro | Tamaulipas y Corregidora | 20,000 y 35,000 |
| Tecos UAG                          | Zapopan, Jalisco                                    | Tres de Marzo            | 25,000          |
| Tigres UANL                        | Monterrey, Nuevo León                               | Universitario            | 44,000          |
| Toluca                             | Toluca, Estado de México                            | La Bombonera             | 27,000          |
| Toros Neza                         | Ciudad Nezahualcóyotl, Estado de México             | Neza 86                  | 30,000          |
| Correcaminos UAT                   | Ciudad Victoria, Tamaulipas                         | Marte R. Gómez           | 18,000          |
| UNAM                               | México, D. F.                                       | Olímpico Universitario   | 66,000          |
| Veracruz                           | Veracruz, Veracruz                                  | Luis Pirata Fuente       | 30,000          |

## Torneo Regular

### Primera Vuelta
| Monterrey | 1-0      | UNAM             | Tecnológico        | 3 de septiembre | 17:00     |
| Atlas     | 1-2      | Veracruz         | Jalisco            | 3 de septiembre | 20:45     |
| Toluca    | 3-0      | Tampico Madero   | La Bombonera       | 4 de septiembre | 11:00     |
| Puebla    | 0-4      | Necaxa           | Cuauhtémoc         | 4 de septiembre | 12:00     |
| León      | 0-2      | América          | Sergio León Chávez | 4 de septiembre | 12:00     |
| Cruz Azul | 5-2      | Toros Neza       | 10 de diciembre    | 4 de septiembre | 12:00     |
| Morelia   | 2-1      | Tigres UANL      | Morelos            | 4 de septiembre | 12:00     |
| Atlante   | 3-1      | Correcaminos UAT | Azulgrana          | 4 de septiembre | 12:00     |
| Santos    | 3-2      | Guadalajara      | Corona             | 4 de septiembre | 16:00     |
| Descanso  | Descanso | Descanso         | Tecos UAG          | Tecos UAG       | Tecos UAG |

| Necaxa           | 1-0      | Toluca    | Azteca                 | 9 de septiembre  | 20:45  |
| UNAM             | 3-3      | León      | Olímpico Universitario | 10 de septiembre | 15:00  |
| Veracruz         | 3-0      | Tecos UAG | Luis Pirata Fuente     | 10 de septiembre | 16:00  |
| Tigres UANL      | 2-0      | Atlante   | Universitario          | 10 de septiembre | 17:00  |
| Tampico Madero   | 4-1      | Monterrey | Tamaulipas             | 10 de septiembre | 21:15  |
| Correcaminos UAT | 1-1      | Puebla    | Marte R. Gómez         | 11 de septiembre | 12:00  |
| América          | 0-1      | Atlas     | Azteca                 | 11 de septiembre | 12:00  |
| Guadalajara      | 3-1      | Cruz Azul | Jalisco                | 11 de septiembre | 12:00  |
| Toros Neza       | 5-0      | Morelia   | Neza 86                | 11 de septiembre | 12:00  |
| Descanso         | Descanso | Descanso  | Santos                 | Santos           | Santos |

| Tecos UAG        | 1-3      | América        | Tres de Marzo  | 16 de septiembre | 20:45     |
| Monterrey        | 1-1      | Necaxa         | Tecnológico    | 17 de septiembre | 17:00     |
| Atlas            | 1-0      | UNAM           | Jalisco        | 17 de septiembre | 20:45     |
| Correcaminos UAT | 2-0      | Tigres UANL    | Marte R. Gómez | 18 de septiembre | 12:00     |
| León             | 3-0      | Tampico Madero | Nou Camp       | 18 de septiembre | 12:00     |
| Morelia          | 2-2      | Guadalajara    | Morelos        | 18 de septiembre | 12:00     |
| Atlante          | 1-1      | Toros Neza     | Azulgrana      | 18 de septiembre | 12:00     |
| Puebla           | 1-0      | Toluca         | Cuauhtémoc     | 18 de septiembre | 12:00     |
| Santos           | 3-2      | Veracruz       | Corona         | 18 de septiembre | 16:00     |
| Descanso         | Descanso | Descanso       | Cruz Azul      | Cruz Azul        | Cruz Azul |

| América        | 2-1      | Santos           | Azteca                 | 23 de septiembre | 20:45   |
| Veracruz       | 0-4      | Cruz Azul        | Luis Pirata Fuente     | 24 de septiembre | 16:00   |
| Tigres UANL    | 1-1      | Puebla           | Universitario          | 24 de septiembre | 17:00   |
| Necaxa         | 1-0      | León             | Azteca                 | 24 de septiembre | 17:00   |
| Tampico Madero | 1-3      | Atlas            | Tamaulipas             | 24 de septiembre | 21:15   |
| Toluca         | 2-0      | Monterrey        | La Bombonera           | 25 de septiembre | 11:00   |
| Guadalajara    | 4-1      | Atlante          | Jalisco                | 25 de septiembre | 12:00   |
| UNAM           | 3-0      | Tecos UAG        | Olímpico Universitario | 25 de septiembre | 12:00   |
| Toros Neza     | 2-1      | Correcaminos UAT | Neza 86                | 25 de septiembre | 15:00   |
| Descanso       | Descanso | Descanso         | Morelia                | Morelia          | Morelia |

| Tecos UAG        | 3-0      | Tampico Madero | Tres de Marzo  | 30 de septiembre | 20:30   |
| Cruz Azul        | 1-1      | América        | Azteca         | 1 de octubre     | 17:00   |
| Tigres UANL      | 4-0      | Toros Neza     | Universitario  | 1 de octubre     | 17:00   |
| Atlas            | 0-3      | Necaxa         | Jalisco        | 1 de octubre     | 20:45   |
| Morelia          | 0-0      | Veracruz       | Morelos        | 2 de octubre     | 12:00   |
| Puebla           | 0-0      | Monterrey      | Cuauhtémoc     | 2 de octubre     | 12:00   |
| León             | 2-2      | Toluca         | Nou Camp       | 2 de octubre     | 12:00   |
| Correcaminos UAT | 3-1      | Guadalajara    | Marte R. Gómez | 2 de octubre     | 12:00   |
| Santos           | 1-3      | UNAM           | Corona         | 2 de octubre     | 16:00   |
| Descanso         | Descanso | Descanso       | Atlante        | Atlante          | Atlante |

| América        | 7-3      | Morelia     | Azteca                 | 7 de octubre     | 20:45            |
| Toros Neza     | 1-3      | Puebla      | Neza 86                | 8 de octubre     | 15:00            |
| Veracruz       | 1-0      | Atlante     | Luis Pirata Fuente     | 8 de octubre     | 16:00            |
| Necaxa         | 2-1      | Tecos UAG   | Azteca                 | 8 de octubre     | 17:00            |
| Monterrey      | 0-0      | León        | Tecnológico            | 8 de octubre     | 17:00            |
| Tampico Madero | 4-2      | Santos      | Tamaulipas             | 8 de octubre     | 21:15            |
| Toluca         | 1-2      | Atlas       | La Bombonera           | 9 de octubre     | 11:00            |
| UNAM           | 2-1      | Cruz Azul   | Olímpico Universitario | 9 de octubre     | 12:00            |
| Guadalajara    | 1-1      | Tigres UANL | Jalisco                | 9 de octubre     | 12:00            |
| Descanso       | Descanso | Descanso    | Correcaminos UAT       | Correcaminos UAT | Correcaminos UAT |

| Tecos UAG        | 1-1      | Toluca         | Tres de Marzo  | 14 de octubre | 20:30       |
| Cruz Azul        | 4-1      | Tampico Madero | Azteca         | 15 de octubre | 17:00       |
| Atlas            | 2-2      | Monterrey      | Jalisco        | 15 de octubre | 20:45       |
| Morelia          | 6-2      | UNAM           | Morelos        | 16 de octubre | 12:00       |
| Correcaminos UAT | 1-0      | Veracruz       | Marte R. Gómez | 16 de octubre | 12:00       |
| Atlante          | 2-2      | América        | Azulgrana      | 16 de octubre | 12:00       |
| Puebla           | 2-1      | León           | Cuauhtémoc     | 16 de octubre | 12:00       |
| Toros Neza       | 1-2      | Guadalajara    | Neza 86        | 16 de octubre | 15:00       |
| Santos           | 0-2      | Necaxa         | Corona         | 16 de octubre | 16:00       |
| Descanso         | Descanso | Descanso       | Tigres UANL    | Tigres UANL   | Tigres UANL |

| América        | 8-1      | Correcaminos UAT | Azteca                 | 21 de octubre | 20:45      |
| UNAM           | 2-1      | Atlante          | Olímpico Universitario | 22 de octubre | 15:00      |
| Veracruz       | 3-0      | Tigres UANL      | Luis Pirata Fuente     | 22 de octubre | 16:00      |
| Monterrey      | 0-0      | Tecos UAG        | Tecnológico            | 22 de octubre | 17:00      |
| Tampico Madero | 4-0      | Morelia          | Tamaulipas             | 22 de octubre | 21:15      |
| Toluca         | 4-2      | Santos           | La Bombonera           | 23 de octubre | 11:00      |
| León           | 2-0      | Atlas            | Nou Camp               | 23 de octubre | 12:00      |
| Necaxa         | 0-0      | Cruz Azul        | Azteca                 | 23 de octubre | 12:00      |
| Guadalajara    | 0-0      | Puebla           | Jalisco                | 23 de octubre | 12:00      |
| Descanso       | Descanso | Descanso         | Toros Neza             | Toros Neza    | Toros Neza |

| Tecos UAG        | 1-1      | León           | Tres de Marzo  | 28 de octubre | 20:30       |
| Tigres UANL      | 1-1      | América        | Universitario  | 29 de octubre | 17:00       |
| Cruz Azul        | 2-0      | Toluca         | Azteca         | 29 de octubre | 17:00       |
| Atlante          | 2-1      | Tampico Madero | Azulgrana      | 30 de octubre | 12:00       |
| Correcaminos UAT | 0-0      | UNAM           | Marte R. Gómez | 30 de octubre | 12:00       |
| Puebla           | 1-1      | Atlas          | Cuauhtémoc     | 30 de octubre | 12:00       |
| Morelia          | 0-0      | Necaxa         | Morelos        | 30 de octubre | 12:00       |
| Toros Neza       | 2-3      | Veracruz       | Neza 86        | 30 de octubre | 15:00       |
| Santos           | 1-0      | Monterrey      | Corona         | 30 de octubre | 16:00       |
| Descanso         | Descanso | Descanso       | Guadalajara    | Guadalajara   | Guadalajara |

| América        | 4-1      | Toros Neza       | Azteca                 | 4 de noviembre | 20:45  |
| Veracruz       | 1-4      | Guadalajara      | Luis Pirata Fuente     | 5 de noviembre | 16:00  |
| Monterrey      | 2-2      | Cruz Azul        | Tecnológico            | 5 de noviembre | 17:00  |
| Atlas          | 1-1      | Tecos UAG        | Jalisco                | 5 de noviembre | 20:45  |
| Toluca         | 1-2      | Morelia          | La Bombonera           | 6 de noviembre | 11:00  |
| Necaxa         | 7-0      | Atlante          | Azteca                 | 6 de noviembre | 12:00  |
| León           | 1-0      | Santos           | Nou Camp               | 6 de noviembre | 12:00  |
| Tampico Madero | 1-1      | Correcaminos UAT | Tamaulipas             | 6 de noviembre | 15:30  |
| UNAM           | 2-1      | Tigres UANL      | Olímpico Universitario | 7 de noviembre | 15:00  |
| Descanso       | Descanso | Descanso         | Puebla                 | Puebla         | Puebla |

| Cruz Azul        | 6-0      | León           | Azteca         | 12 de noviembre | 17:00    |
| Tigres UANL      | 4-1      | Tampico Madero | Universitario  | 12 de noviembre | 17:00    |
| Puebla           | 3-2      | Tecos UAG      | Cuauhtémoc     | 12 de noviembre | 17:00    |
| Guadalajara      | 3-4      | América        | Jalisco        | 13 de noviembre | 12:00    |
| Morelia          | 1-2      | Monterrey      | Morelos        | 13 de noviembre | 12:00    |
| Correcaminos UAT | 2-0      | Necaxa         | Marte R. Gómez | 13 de noviembre | 12:00    |
| Atlante          | 0-0      | Toluca         | Azulgrana      | 13 de noviembre | 12:00    |
| Toros Neza       | 2-1      | UNAM           | Neza 86        | 13 de noviembre | 15:00    |
| Santos           | 2-1      | Atlas          | Corona         | 13 de noviembre | 16:00    |
| Descanso         | Descanso | Descanso       | Veracruz       | Veracruz        | Veracruz |

| Tecos UAG      | 2-1      | Santos           | Tres de Marzo          | 18 de noviembre | 20:30   |
| Toluca         | 4-2      | Correcaminos UAT | La Bombonera           | 19 de noviembre | 15:00   |
| Veracruz       | 0-0      | Puebla           | Luis Pirata Fuente     | 19 de noviembre | 16:00   |
| Monterrey      | 1-1      | Atlante          | Tecnológico            | 19 de noviembre | 17:00   |
| Necaxa         | 1-0      | Tigres UANL      | Azteca                 | 19 de noviembre | 17:00   |
| Atlas          | 2-1      | Cruz Azul        | Jalisco                | 19 de noviembre | 20:45   |
| León           | 2-5      | Morelia          | Nou Camp               | 20 de noviembre | 12:00   |
| Tampico Madero | 3-0      | Toros Neza       | Tamaulipas             | 20 de noviembre | 15:30   |
| UNAM           | 0-2      | Guadalajara      | Olímpico Universitario | 20 de noviembre | 16:00   |
| Descanso       | Descanso | Descanso         | América                | América         | América |

| Veracruz         | 3-3      | América        | Luis Pirata Fuente | 26 de noviembre | 16:00 |
| Cruz Azul        | 3-3      | Tecos UAG      | Azteca             | 26 de noviembre | 17:00 |
| Tigres UANL      | 1-1      | Toluca         | Universitario      | 26 de noviembre | 17:00 |
| Puebla           | 2-0      | Santos         | Cuauhtémoc         | 26 de noviembre | 17:00 |
| Atlante          | 3-2      | León           | Azulgrana          | 27 de noviembre | 12:00 |
| Correcaminos UAT | 1-1      | Monterrey      | Marte R. Gómez     | 27 de noviembre | 12:00 |
| Guadalajara      | 1-0      | Tampico Madero | Jalisco            | 27 de noviembre | 12:00 |
| Morelia          | 4-1      | Atlas          | Morelos            | 27 de noviembre | 12:00 |
| Toros Neza       | 1-1      | Necaxa         | Neza 86            | 27 de noviembre | 15:00 |
| Descanso         | Descanso | Descanso       | UNAM               | UNAM            | UNAM  |

| UNAM      | 1-2      | Veracruz         | Olímpico Universitario | 29 de noviembre | 15:00          |
| Toluca    | 0-1      | Toros Neza       | La Bombonera           | 30 de noviembre | 15:00          |
| Santos    | 2-5      | Cruz Azul        | Corona                 | 30 de noviembre | 16:00          |
| América   | 2-2      | Puebla           | Azteca                 | 30 de noviembre | 20:45          |
| Atlas     | 0-1      | Atlante          | Jalisco                | 30 de noviembre | 20:45          |
| León      | 0-0      | Correcaminos UAT | Nou Camp               | 30 de noviembre | 20:45          |
| Monterrey | 1-0      | Tigres UANL      | Tecnológico            | 30 de noviembre | 20:45          |
| Tecos UAG | 0-0      | Morelia          | Tres de Marzo          | 1 de diciembre  | 20:30          |
| Necaxa    | 1-1      | Guadalajara      | Azteca                 | 7 de diciembre  | 20:45          |
| Descanso  | Descanso | Descanso         | Tampico Madero         | Tampico Madero  | Tampico Madero |

| Veracruz         | 2-2      | Tampico Madero | Luis Pirata Fuente | 3 de diciembre | 16:00  |
| Puebla           | 1-1      | Cruz Azul      | Cuauhtémoc         | 3 de diciembre | 17:00  |
| Tigres UANL      | 1-1      | León           | Universitario      | 3 de diciembre | 17:00  |
| América          | 3-1      | UNAM           | Azteca             | 4 de diciembre | 12:00  |
| Correcaminos UAT | 3-1      | Atlas          | Marte R. Gómez     | 4 de diciembre | 12:00  |
| Guadalajara      | 2-0      | Toluca         | Jalisco            | 4 de diciembre | 12:00  |
| Morelia          | 2-2      | Santos         | Morelos            | 4 de diciembre | 12:00  |
| Toros Neza       | 1-1      | Monterrey      | Neza 86            | 4 de diciembre | 15:00  |
| Atlante          | 2-2      | Tecos UAG      | Azulgrana          | 5 de diciembre | 20:45  |
| Descanso         | Descanso | Descanso       | Necaxa             | Necaxa         | Necaxa |

| UNAM              | 1-0      | Puebla           | Olímpico Universitario | 9 de diciembre  | 15:00  |
| Tecos UAG         | 1-1      | Correcaminos UAT | Tres de Marzo          | 9 de diciembre  | 20:30  |
| Cruz Azul         | 1-3      | Morelia          | Azteca                 | 10 de diciembre | 17:00  |
| Monterrey         | 1-2      | Guadalajara      | Tecnológico            | 10 de diciembre | 17:00  |
| Atlas             | 1-2      | Tigres UANL      | Jalisco                | 10 de diciembre | 20:45  |
| Necaxa            | 2-0      | Veracruz         | Azteca                 | 11 de diciembre | 12:00  |
| León              | 1-1      | Toros Neza       | Nou Camp               | 11 de diciembre | 12:00  |
| TM Gallos Blancos | 2-8      | América          | Corregidora            | 11 de diciembre | 12:00  |
| Santos            | 2-2      | Atlante          | Corona                 | 11 de diciembre | 16:00  |
| Descanso          | Descanso | Descanso         | Toluca                 | Toluca          | Toluca |

| UNAM             | 3-0      | TM Gallos Blancos | Olímpico Universitario | 16 de diciembre | 15:00     |
| Veracruz         | 1-0      | Toluca            | Luis Pirata Fuente     | 17 de diciembre | 16:00     |
| Atlante          | 3-1      | Cruz Azul         | Azulgrana              | 17 de diciembre | 17:00     |
| Tigres UANL      | 0-2      | Tecos UAG         | Universitario          | 17 de diciembre | 17:00     |
| Guadalajara      | 2-1      | León              | Jalisco                | 18 de diciembre | 12:00     |
| América          | 1-2      | Necaxa            | Azteca                 | 18 de diciembre | 12:00     |
| Puebla           | 1-1      | Morelia           | Cuauhtémoc             | 18 de diciembre | 12:00     |
| Correcaminos UAT | 1-0      | Santos            | Marte R. Gómez         | 18 de diciembre | 12:00     |
| Toros Neza       | 1-2      | Atlas             | Neza 86                | 18 de diciembre | 15:00     |
| Descanso         | Descanso | Descanso          | Monterrey              | Monterrey       | Monterrey |

| Puebla    | 4-0      | TM Gallos Blancos | Cuauhtémoc    | 22 de diciembre | 20:00 |
| Tecos UAG | 2-1      | Toros Neza        | Tres de Marzo | 22 de diciembre | 20:30 |
| Monterrey | 0-0      | Veracruz          | Tecnológico   | 22 de diciembre | 20:45 |
| Necaxa    | 2-1      | UNAM              | Azteca        | 22 de diciembre | 20:45 |
| Toluca    | 0-3      | América           | La Bombonera  | 23 de diciembre | 15:00 |
| Morelia   | 2-1      | Atlante           | Morelos       | 23 de diciembre | 15:00 |
| Santos    | 2-1      | Tigres UANL       | Corona        | 23 de diciembre | 16:00 |
| Atlas     | 0-1      | Guadalajara       | Jalisco       | 23 de diciembre | 20:45 |
| Cruz Azul | 3-2      | Correcaminos UAT  | Azteca        | 23 de diciembre | 20:45 |
| Descanso  | Descanso | Descanso          | León          | León            | León  |

| Atlante           | 3-1      | Puebla    | Azulgrana              | 28 de diciembre | 20:45 |
| UNAM              | 0-0      | Toluca    | Olímpico Universitario | 29 de diciembre | 15:00 |
| TM Gallos Blancos | 2-2      | Necaxa    | Corregidora            | 29 de diciembre | 16:00 |
| Correcaminos UAT  | 0-0      | Morelia   | Marte R. Gómez         | 29 de diciembre | 20:30 |
| Tigres UANL       | 0-1      | Cruz Azul | Universitario          | 29 de diciembre | 20:45 |
| Veracruz          | 2-0      | León      | Luis Pirata Fuente     | 29 de diciembre | 21:00 |
| Toros Neza        | 1-0      | Santos    | Neza 86                | 30 de diciembre | 15:00 |
| América           | 2-1      | Monterrey | Azteca                 | 30 de diciembre | 20:45 |
| Guadalajara       | 2-3      | Tecos UAG | Jalisco                | 30 de diciembre | 20:45 |
| Descanso          | Descanso | Descanso  | Atlas                  | Atlas           | Atlas |

### Segunda Vuelta
| Necaxa            | 1-2      | Puebla    | Azteca                 | 6 de enero | 20:45     |
| UNAM              | 3-0      | Monterrey | Olímpico Universitario | 7 de enero | 15:00     |
| Veracruz          | 0-0      | Atlas     | Luis Pirata Fuente     | 7 de enero | 16:00     |
| Tigres UANL       | 1-1      | Morelia   | Universitario          | 7 de enero | 17:00     |
| Guadalajara       | 3-1      | Santos    | Jalisco                | 8 de enero | 12:00     |
| Correcaminos UAT  | 1-0      | Atlante   | Marte R. Gómez         | 8 de enero | 12:00     |
| América           | 1-0      | León      | Azteca                 | 8 de enero | 12:00     |
| TM Gallos Blancos | 2-0      | Toluca    | Corregidora            | 8 de enero | 12:00     |
| Toros Neza        | 3-3      | Cruz Azul | Neza 86                | 8 de enero | 15:00     |
| Descanso          | Descanso | Descanso  | Tecos UAG              | Tecos UAG  | Tecos UAG |

| Tecos UAG | 3-2      | Veracruz          | Tres de Marzo | 13 de enero | 20:30  |
| Monterrey | 2-1      | TM Gallos Blancos | Tecnológico   | 14 de enero | 17:00  |
| Morelia   | 1-3      | Toros Neza        | Morelos       | 15 de enero | 12:00  |
| Puebla    | 2-1      | Correcaminos UAT  | Cuauhtémoc    | 15 de enero | 12:00  |
| Atlante   | 2-1      | Tigres UANL       | Azulgrana     | 15 de enero | 12:00  |
| Toluca    | 1-2      | Necaxa            | La Bombonera  | 18 de enero | 15:00  |
| Cruz Azul | 0-1      | Guadalajara       | Azteca        | 18 de enero | 20:45  |
| Atlas     | 1-2      | América           | Jalisco       | 18 de enero | 20:45  |
| León      | 2-0      | UNAM              | Nou Camp      | 18 de enero | 20:45  |
| Descanso  | Descanso | Descanso          | Santos        | Santos      | Santos |

| UNAM              | 1-0      | Atlas            | Olímpico Universitario | 21 de enero | 15:00     |
| Veracruz          | 3-3      | Santos           | Luis Pirata Fuente     | 21 de enero | 16:00     |
| Tigres UANL       | 1-0      | Correcaminos UAT | Universitario          | 21 de enero | 17:00     |
| Toluca            | 2-0      | Puebla           | La Bombonera           | 22 de enero | 11:00     |
| TM Gallos Blancos | 0-1      | León             | Corregidora            | 22 de enero | 12:00     |
| América           | 2-1      | Tecos UAG        | Azteca                 | 22 de enero | 12:00     |
| Guadalajara       | 2-0      | Morelia          | Jalisco                | 22 de enero | 12:00     |
| Toros Neza        | 2-3      | Atlante          | Neza 86                | 22 de enero | 15:00     |
| Necaxa            | 6-0      | Monterrey        | Azteca                 | 23 de enero | 20:45     |
| Descanso          | Descanso | Descanso         | Cruz Azul              | Cruz Azul   | Cruz Azul |

| Tecos UAG        | 1-1      | UNAM              | Tres de Marzo  | 27 de enero | 20:30   |
| Correcaminos UAT | 2-1      | Toros Neza        | Marte R. Gómez | 28 de enero | 12:00   |
| Monterrey        | 3-0      | Toluca            | Tecnológico    | 28 de enero | 17:00   |
| Puebla           | 0-0      | Tigres UANL       | Cuauhtémoc     | 28 de enero | 17:00   |
| Cruz Azul        | 3-1      | Veracruz          | Azteca         | 28 de enero | 17:00   |
| Atlas            | 1-0      | TM Gallos Blancos | Jalisco        | 28 de enero | 20:45   |
| León             | 0-4      | Necaxa            | Nou Camp       | 29 de enero | 12:00   |
| Atlante          | 1-1      | Guadalajara       | Azulgrana      | 29 de enero | 12:00   |
| Santos           | 2-0      | América           | Corona         | 29 de enero | 16:00   |
| Descanso         | Descanso | Descanso          | Morelia        | Morelia     | Morelia |

| UNAM              | 1-1      | Santos           | Olímpico Universitario | 4 de febrero | 15:00   |
| Veracruz          | 0-0      | Morelia          | Luis Pirata Fuente     | 4 de febrero | 16:00   |
| Necaxa            | 2-2      | Atlas            | Azteca                 | 4 de febrero | 17:00   |
| Monterrey         | 1-1      | Puebla           | Tecnológico            | 4 de febrero | 17:00   |
| Toluca            | 1-0      | León             | La Bombonera           | 5 de febrero | 11:00   |
| TM Gallos Blancos | 0-1      | Tecos UAG        | Corregidora            | 5 de febrero | 12:00   |
| América           | 3-1      | Cruz Azul        | Azteca                 | 5 de febrero | 12:00   |
| Guadalajara       | 3-1      | Correcaminos UAT | Jalisco                | 5 de febrero | 12:00   |
| Toros Neza        | 3-0      | Tigres UANL      | Neza 86                | 5 de febrero | 15:00   |
| Descanso          | Descanso | Descanso         | Atlante                | Atlante      | Atlante |

| Tecos UAG   | 1-1      | Necaxa            | Tres de Marzo    | 10 de febrero    | 20:30            |
| Cruz Azul   | 0-1      | UNAM              | Azteca           | 11 de febrero    | 17:00            |
| Tigres UANL | 2-2      | Guadalajara       | Universitario    | 11 de febrero    | 17:00            |
| Puebla      | 2-1      | Toros Neza        | Cuauhtémoc       | 11 de febrero    | 20:00            |
| Atlas       | 2-3      | Toluca            | Jalisco          | 11 de febrero    | 20:45            |
| León        | 1-0      | Monterrey         | Nou Camp         | 12 de febrero    | 12:00            |
| Morelia     | 1-6      | América           | Morelos          | 12 de febrero    | 12:00            |
| Atlante     | 0-2      | Veracruz          | Azulgrana        | 12 de febrero    | 12:00            |
| Santos      | 1-1      | TM Gallos Blancos | Corona           | 12 de febrero    | 16:00            |
| Descanso    | Descanso | Descanso          | Correcaminos UAT | Correcaminos UAT | Correcaminos UAT |

| UNAM              | 5-0      | Morelia          | Olímpico Universitario | 17 de febrero | 15:00       |
| Veracruz          | 1-2      | Correcaminos UAT | Luis Pirata Fuente     | 18 de febrero | 16:00       |
| Monterrey         | 0-1      | Atlas            | Tecnológico            | 18 de febrero | 17:00       |
| Necaxa            | 1-1      | Santos           | Azteca                 | 18 de febrero | 17:00       |
| León              | 1-0      | Puebla           | Nou Camp               | 18 de febrero | 20:45       |
| Toluca            | 1-2      | Tecos UAG        | La Bombonera           | 19 de febrero | 11:00       |
| TM Gallos Blancos | 0-2      | Cruz Azul        | Corregidora            | 19 de febrero | 12:00       |
| Guadalajara       | 2-1      | Toros Neza       | Jalisco                | 19 de febrero | 12:00       |
| América           | 1-4      | Atlante          | Azteca                 | 19 de febrero | 12:00       |
| Descanso          | Descanso | Descanso         | Tigres UANL            | Tigres UANL   | Tigres UANL |

| Tecos UAG        | 2-2      | Monterrey         | Tres de Marzo  | 24 de febrero | 20:30      |
| Tigres UANL      | 0-2      | Veracruz          | Universitario  | 25 de febrero | 17:00      |
| Cruz Azul        | 1-1      | Necaxa            | Azteca         | 25 de febrero | 17:00      |
| Atlas            | 2-0      | León              | Jalisco        | 25 de febrero | 20:45      |
| Atlante          | 0-2      | UNAM              | Azulgrana      | 26 de febrero | 12:00      |
| Correcaminos UAT | 0-2      | América           | Marte R. Gómez | 26 de febrero | 12:00      |
| Morelia          | 4-2      | TM Gallos Blancos | Morelos        | 26 de febrero | 12:00      |
| Santos           | 2-2      | Toluca            | Corona         | 26 de febrero | 16:00      |
| Puebla           | 1-0      | Guadalajara       | Cuauhtémoc     | 8 de marzo    | 20:30      |
| Descanso         | Descanso | Descanso          | Toros Neza     | Toros Neza    | Toros Neza |

| UNAM              | 2-1      | Correcaminos UAT | Olímpico Universitario | 3 de marzo  | 15:00       |
| Veracruz          | 0-1      | Toros Neza       | Luis Pirata Fuente     | 4 de marzo  | 16:00       |
| Necaxa            | 2-2      | Morelia          | Azteca                 | 4 de marzo  | 17:00       |
| Monterrey         | 1-1      | Santos           | Tecnológico            | 4 de marzo  | 17:00       |
| León              | 1-2      | Tecos UAG        | Nou Camp               | 4 de marzo  | 20:45       |
| Atlas             | 1-1      | Puebla           | Jalisco                | 4 de marzo  | 20:45       |
| Toluca            | 0-4      | Cruz Azul        | La Bombonera           | 5 de marzo  | 11:00       |
| TM Gallos Blancos | 1-1      | Atlante          | Corregidora            | 5 de marzo  | 12:00       |
| América           | 2-1      | Tigres UANL      | Azteca                 | 5 de marzo  | 12:00       |
| Descanso          | Descanso | Descanso         | Guadalajara            | Guadalajara | Guadalajara |

| Tecos UAG        | 2-0      | Atlas             | Tres de Marzo  | 10 de marzo | 20:30  |
| Tigres UANL      | 0-1      | UNAM              | Universitario  | 11 de marzo | 17:00  |
| Cruz Azul        | 6-0      | Monterrey         | Azteca         | 11 de marzo | 17:00  |
| Atlante          | 0-3      | Necaxa            | Azulgrana      | 12 de marzo | 12:00  |
| Correcaminos UAT | 0-0      | TM Gallos Blancos | Marte R. Gómez | 12 de marzo | 12:00  |
| Morelia          | 1-2      | Toluca            | Morelos        | 12 de marzo | 12:00  |
| Guadalajara      | 5-0      | Veracruz          | Jalisco        | 12 de marzo | 12:00  |
| Toros Neza       | 1-1      | América           | Neza 86        | 12 de marzo | 15:00  |
| Santos           | 2-1      | León              | Corona         | 12 de marzo | 16:00  |
| Descanso         | Descanso | Descanso          | Puebla         | Puebla      | Puebla |

| UNAM              | 1-1      | Toros Neza       | Olímpico Universitario | 17 de marzo | 15:00    |
| Tecos UAG         | 3-1      | Puebla           | Tres de Marzo          | 17 de marzo | 20:30    |
| Monterrey         | 2-1      | Morelia          | Tecnológico            | 18 de marzo | 17:00    |
| TM Gallos Blancos | 2-1      | Tigres UANL      | Corregidora            | 18 de marzo | 17:00    |
| Necaxa            | 5-1      | Correcaminos UAT | Azteca                 | 18 de marzo | 17:00    |
| León              | 1-1      | Cruz Azul        | Nou Camp               | 18 de marzo | 20:45    |
| Atlas             | 1-3      | Santos           | Jalisco                | 18 de marzo | 20:45    |
| Toluca            | 4-2      | Atlante          | La Bombonera           | 19 de marzo | 11:00    |
| América           | 0-0      | Guadalajara      | Azteca                 | 19 de marzo | 12:00    |
| Descanso          | Descanso | Descanso         | Veracruz               | Veracruz    | Veracruz |

| Tigres UANL      | 1-1      | Necaxa            | Universitario  | 25 de marzo | 17:00   |
| Cruz Azul        | 4-0      | Atlas             | Azteca         | 25 de marzo | 17:00   |
| Puebla           | 1-0      | Veracruz          | Cuauhtémoc     | 25 de marzo | 20:00   |
| Atlante          | 1-2      | Monterrey         | Azulgrana      | 26 de marzo | 12:00   |
| Correcaminos UAT | 2-2      | Toluca            | Marte R. Gómez | 26 de marzo | 12:00   |
| Morelia          | 2-3      | León              | Morelos        | 26 de marzo | 12:00   |
| Guadalajara      | 1-1      | UNAM              | Jalisco        | 26 de marzo | 12:00   |
| Toros Neza       | 3-1      | TM Gallos Blancos | Neza 86        | 26 de marzo | 16:00   |
| Santos           | 3-0      | Tecos UAG         | Corona         | 26 de marzo | 16:00   |
| Descanso         | Descanso | Descanso          | América        | América     | América |

| Tecos UAG         | 0-2      | Cruz Azul        | Tres de Marzo  | 31 de marzo | 20:30 |
| Monterrey         | 1-1      | Correcaminos UAT | Marte R. Gómez | 1 de abril  | 17:00 |
| Necaxa            | 1-3      | Toros Neza       | Azteca         | 1 de abril  | 17:00 |
| Atlas             | 1-1      | Morelia          | Jalisco        | 1 de abril  | 20:45 |
| Toluca            | 1-3      | Tigres UANL      | La Bombonera   | 2 de abril  | 11:00 |
| León              | 0-0      | Atlante          | Nou Camp       | 2 de abril  | 12:00 |
| América           | 1-1      | Veracruz         | Azteca         | 2 de abril  | 12:00 |
| Santos            | 1-1      | Puebla           | Corona         | 2 de abril  | 16:00 |
| TM Gallos Blancos | 0-1      | Guadalajara      | Corregidora    | 2 de abril  | 17:00 |
| Descanso          | Descanso | Descanso         | UNAM           | UNAM        | UNAM  |

| Toros Neza       | 3-1      | Toluca    | Neza 86            | 5 de abril        | 16:00             |
| Morelia          | 1-1      | Tecos UAG | Morelos            | 5 de abril        | 16:00             |
| Correcaminos UAT | 4-1      | León      | Marte R. Gómez     | 5 de abril        | 20:30             |
| Puebla           | 1-1      | América   | Cuauhtémoc         | 5 de abril        | 20:30             |
| Atlante          | 2-2      | Atlas     | Azulgrana          | 5 de abril        | 20:45             |
| Tigres UANL      | 1-2      | Monterrey | Universitario      | 5 de abril        | 20:45             |
| Veracruz         | 0-0      | UNAM      | Luis Pirata Fuente | 5 de abril        | 21:00             |
| Cruz Azul        | 5-2      | Santos    | Azteca             | 6 de abril        | 20:45             |
| Guadalajara      | 4-0      | Necaxa    | Jalisco            | 6 de abril        | 20:45             |
| Descanso         | Descanso | Descanso  | TM Gallos Blancos  | TM Gallos Blancos | TM Gallos Blancos |

| Monterrey         | 0-1      | Toros Neza       | Tecnológico            | 8 de abril  | 17:00  |
| Atlas             | 4-0      | Correcaminos UAT | Jalisco                | 8 de abril  | 20:45  |
| Toluca            | 1-2      | Guadalajara      | La Bombonera           | 9 de abril  | 11:00  |
| Tecos UAG         | 2-1      | Atlante          | Tres de Marzo          | 9 de abril  | 12:00  |
| León              | 2-0      | Tigres UANL      | Nou Camp               | 9 de abril  | 12:00  |
| TM Gallos Blancos | 1-1      | Veracruz         | Corregidora            | 9 de abril  | 12:00  |
| UNAM              | 0-0      | América          | Olímpico Universitario | 9 de abril  | 12:00  |
| Santos            | 2-0      | Morelia          | Corona                 | 9 de abril  | 16:00  |
| Cruz Azul         | 2-1      | Puebla           | Azteca                 | 10 de abril | 20:45  |
| Descanso          | Descanso | Descanso         | Necaxa                 | Necaxa      | Necaxa |

| Veracruz         | 1-0      | Necaxa            | Luis Pirata Fuente | 15 de abril | 16:00  |
| Morelia          | 2-3      | Cruz Azul         | Morelos            | 15 de abril | 16:00  |
| Tigres UANL      | 0-1      | Atlas             | Universitario      | 15 de abril | 17:00  |
| Puebla           | 0-0      | UNAM              | Cuauhtémoc         | 15 de abril | 20:00  |
| Atlante          | 3-2      | Santos            | Azulgrana          | 16 de abril | 12:00  |
| Correcaminos UAT | 1-2      | Tecos UAG         | Marte R. Gómez     | 16 de abril | 12:00  |
| América          | 4-0      | TM Gallos Blancos | Azteca             | 16 de abril | 12:00  |
| Guadalajara      | 2-1      | Monterrey         | Jalisco            | 16 de abril | 12:00  |
| Toros Neza       | 1-2      | León              | Neza 86            | 16 de abril | 16:00  |
| Descanso         | Descanso | Descanso          | Toluca             | Toluca      | Toluca |

| Tecos UAG         | 0-0      | Tigres UANL      | Tres de Marzo | 21 de abril | 20:30     |
| Cruz Azul         | 4-1      | Atlante          | Azteca        | 22 de abril | 17:00     |
| Atlas             | 3-1      | Toros Neza       | Jalisco       | 22 de abril | 20:45     |
| Toluca            | 1-2      | Veracruz         | La Bombonera  | 23 de abril | 11:00     |
| Necaxa            | 4-4      | América          | Azteca        | 23 de abril | 12:00     |
| TM Gallos Blancos | 0-3      | UNAM             | Corregidora   | 23 de abril | 12:00     |
| León              | 0-4      | Guadalajara      | Nou Camp      | 23 de abril | 12:00     |
| Morelia           | 0-2      | Puebla           | Morelos       | 23 de abril | 12:00     |
| Santos            | 4-0      | Correcaminos UAT | Corona        | 23 de abril | 16:00     |
| Descanso          | Descanso | Descanso         | Monterrey     | Monterrey   | Monterrey |

| Atlante           | 4-1      | Morelia   | Azteca                 | 28 de abril | 20:45 |
| Tigres UANL       | 1-0      | Santos    | Universitario          | 29 de abril | 17:00 |
| Veracruz          | 2-4      | Monterrey | Luis Pirata Fuente     | 29 de abril | 20:30 |
| América           | 1-1      | Toluca    | Azteca                 | 29 de abril | 20:45 |
| UNAM              | 1-1      | Necaxa    | Olímpico Universitario | 30 de abril | 12:00 |
| Guadalajara       | 2-1      | Atlas     | Jalisco                | 30 de abril | 12:00 |
| Correcaminos UAT  | 0-3      | Cruz Azul | Marte R. Gómez         | 30 de abril | 12:00 |
| TM Gallos Blancos | 1-0      | Puebla    | Corregidora            | 30 de abril | 12:00 |
| Toros Neza        | 1-1      | Tecos UAG | Neza 86                | 30 de abril | 16:00 |
| Descanso          | Descanso | Descanso  | León                   | León        | León  |

| Tecos UAG | 1-0      | Guadalajara       | Tres de Marzo | 5 de mayo | 20:30 |
| Morelia   | 3-2      | Correcaminos UAT  | Morelos       | 6 de mayo | 16:00 |
| Puebla    | 6-6      | Atlante           | Cuauhtémoc    | 6 de mayo | 20:00 |
| Monterrey | 1-1      | América           | Tecnológico   | 6 de mayo | 20:45 |
| Cruz Azul | 5-1      | Tigres UANL       | Azteca        | 6 de mayo | 20:45 |
| León      | 3-0      | Veracruz          | Nou Camp      | 6 de mayo | 20:45 |
| Toluca    | 2-1      | UNAM              | La Bombonera  | 7 de mayo | 11:00 |
| Necaxa    | 2-3      | TM Gallos Blancos | Azteca        | 7 de mayo | 12:00 |
| Santos    | 4-1      | Toros Neza        | Corona        | 7 de mayo | 16:00 |
| Descanso  | Descanso | Descanso          | Atlas         | Atlas     | Atlas |

## Tabla general
| Pos. | Equipo                                 | Pts. | PJ | G  | E  | P  | GF | GC | Dif. | Clasificación                   |
| ---- | -------------------------------------- | ---- | -- | -- | -- | -- | -- | -- | ---- | ------------------------------- |
| 1    | Guadalajara                            | 52   | 36 | 22 | 8  | 6  | 70 | 35 | +35  | Cuartos de final de la liguilla |
| 2    | América                                | 51   | 36 | 19 | 13 | 4  | 88 | 46 | +42  | Cuartos de final de la liguilla |
| 3    | Cruz Azul                              | 48   | 36 | 20 | 8  | 8  | 91 | 45 | +46  | Cuartos de final de la liguilla |
| 4    | Necaxa (C)                             | 46   | 36 | 16 | 14 | 6  | 69 | 38 | +31  | Cuartos de final de la liguilla |
| 5    | Tecos UAG                              | 42   | 36 | 14 | 14 | 8  | 50 | 47 | +3   | Reclasificación a liguilla      |
| 6    | UNAM                                   | 41   | 36 | 15 | 11 | 10 | 49 | 36 | +13  | Cuartos de final de la liguilla |
| 7    | Puebla                                 | 40   | 36 | 12 | 16 | 8  | 45 | 41 | +4   | Reclasificación a liguilla      |
| 8    | Santos                                 | 35   | 36 | 13 | 9  | 14 | 61 | 62 | −1   | Cuartos de final de la liguilla |
| 9    | Veracruz                               | 35   | 36 | 12 | 11 | 13 | 43 | 51 | −8   | Reclasificación a liguilla      |
| 10   | Atlante                                | 33   | 36 | 11 | 11 | 14 | 57 | 69 | −12  |                                 |
| 11   | Monterrey                              | 33   | 36 | 9  | 15 | 12 | 37 | 52 | −15  | Reclasificación a liguilla      |
| 12   | Toros Neza                             | 32   | 36 | 12 | 8  | 16 | 55 | 62 | −7   |                                 |
| 13   | Atlas                                  | 32   | 36 | 12 | 8  | 16 | 43 | 52 | −9   |                                 |
| 14   | León                                   | 31   | 36 | 11 | 9  | 16 | 39 | 55 | −16  |                                 |
| 15   | Atlético Morelia                       | 30   | 36 | 9  | 12 | 15 | 54 | 75 | −21  |                                 |
| 16   | Toluca                                 | 28   | 36 | 10 | 8  | 18 | 44 | 57 | −13  |                                 |
| 17   | Correcaminos UAT (D)                   | 28   | 36 | 9  | 10 | 17 | 42 | 65 | −23  | Descenso de categoría           |
| 18   | Tigres                                 | 24   | 36 | 7  | 10 | 19 | 34 | 50 | −16  |                                 |
| 19   | Tampico Madero / TM Gallos Blancos (D) | 23   | 36 | 8  | 7  | 21 | 41 | 74 | −33  | Descenso de categoría           |

 Fuente: [cita requerida]
Notas:
1. ↑  El Tampico Madero a mitad de temporada se fue a la ciudad de Querétaro por problemas con el Estadio Tamaulipas, y durante la segunda mitad del torneo, se llamaron TM Gallos Blancos.

### Grupos

#### Grupo 1
| Pos. | Equipo     | Pts. | PJ | G  | E  | P  | GF | GC | Dif. | Clasificación                   |
| ---- | ---------- | ---- | -- | -- | -- | -- | -- | -- | ---- | ------------------------------- |
| 1    | América    | 51   | 36 | 19 | 13 | 4  | 88 | 46 | +42  | Cuartos de final de la liguilla |
| 2    | Necaxa (C) | 46   | 36 | 16 | 14 | 6  | 69 | 38 | +31  | Cuartos de final de la liguilla |
| 3    | Tecos UAG  | 42   | 36 | 14 | 14 | 8  | 50 | 47 | +3   | Reclasificación a liguilla      |
| 4    | Toros Neza | 32   | 36 | 12 | 8  | 16 | 55 | 62 | −7   |                                 |
| 5    | Tigres     | 24   | 36 | 7  | 10 | 19 | 34 | 50 | −16  |                                 |

 Fuente: [cita requerida]

#### Grupo 2
| Pos. | Equipo               | Pts. | PJ | G  | E  | P  | GF | GC | Dif. | Clasificación                   |
| ---- | -------------------- | ---- | -- | -- | -- | -- | -- | -- | ---- | ------------------------------- |
| 1    | Cruz Azul            | 48   | 36 | 20 | 8  | 8  | 91 | 45 | +46  | Cuartos de final de la liguilla |
| 2    | Veracruz             | 35   | 36 | 12 | 11 | 13 | 43 | 51 | −8   | Reclasificación a liguilla      |
| 3    | Atlante              | 33   | 36 | 11 | 11 | 14 | 57 | 69 | −12  |                                 |
| 4    | Atlético Morelia     | 30   | 36 | 9  | 12 | 15 | 54 | 75 | −21  |                                 |
| 5    | Correcaminos UAT (D) | 28   | 36 | 9  | 10 | 17 | 42 | 65 | −23  | Descenso de categoría           |

 Fuente: [cita requerida]

#### Grupo 3
| Pos. | Equipo                                 | Pts. | PJ | G  | E  | P  | GF | GC | Dif. | Clasificación                   |
| ---- | -------------------------------------- | ---- | -- | -- | -- | -- | -- | -- | ---- | ------------------------------- |
| 1    | Guadalajara                            | 52   | 36 | 22 | 8  | 6  | 70 | 35 | +35  | Cuartos de final de la liguilla |
| 2    | UNAM                                   | 41   | 36 | 15 | 11 | 10 | 49 | 36 | +13  | Cuartos de final de la liguilla |
| 3    | Puebla                                 | 40   | 36 | 12 | 16 | 8  | 45 | 41 | +4   | Reclasificación a liguilla      |
| 4    | Toluca                                 | 28   | 36 | 10 | 8  | 18 | 44 | 57 | −13  |                                 |
| 5    | Tampico Madero / TM Gallos Blancos (D) | 23   | 36 | 8  | 7  | 21 | 41 | 74 | −33  | Descenso de categoría           |

 Fuente: [cita requerida]

#### Grupo 4
| Pos. | Equipo    | Pts. | PJ | G  | E  | P  | GF | GC | Dif. | Clasificación                   |
| ---- | --------- | ---- | -- | -- | -- | -- | -- | -- | ---- | ------------------------------- |
| 1    | Santos    | 35   | 36 | 13 | 9  | 14 | 61 | 62 | −1   | Cuartos de final de la liguilla |
| 2    | Monterrey | 33   | 36 | 9  | 15 | 12 | 37 | 52 | −15  | Reclasificación a liguilla      |
| 3    | Atlas     | 32   | 36 | 12 | 8  | 16 | 43 | 52 | −9   |                                 |
| 4    | León      | 31   | 36 | 11 | 9  | 16 | 39 | 55 | −16  |                                 |

 Fuente: [cita requerida]

## Reclasificación
| 10 de mayo de 1995, 16:00 | Veracruz | 1:1 | Puebla    | Estadio Luis Pirata Fuente, Veracruz |  |
|                           | Durán ?' |     | Cuevas ?' |                                      |  |

| 13 de mayo de 1995, 20:00                                      | Puebla | 0:0 (1:1) | Veracruz | Estadio Cuauhtémoc, Puebla |  |
| Puebla califica a la liguilla por gol de visitante. Global 1-1 |        |           |          |                            |  |

| 10 de mayo de 1995, 20:45 | Monterrey                | 2:0 | Tecos UAG | Estadio Tecnológico, Monterrey |  |
|                           | Jáuregui 4' · Patiño 85' |     |           |                                |  |

| 13 de mayo de 1995, 20:30                                                   | Tecos UAG                   | 2:0 (2:2) | Monterrey | Estadio Tres de Marzo, Zapopan |  |
|                                                                             | Ordiales 33' · Malibrán 81' |           |           |                                |  |
| Tecos UAG califica a la liguilla por mejor posición en la tabla. Global 2-2 |                             |           |           |                                |  |

## Liguilla
|  | Reclasificación                                      | Reclasificación                                      | Reclasificación                                      | Reclasificación                                      | Reclasificación                                      |   |   | Cuartos de final                                                 | Cuartos de final                                                 | Cuartos de final                                                 | Cuartos de final                                                 | Cuartos de final                                                 |   |   | Semifinales                                                    | Semifinales                                                    | Semifinales                                                    | Semifinales                                                    | Semifinales                                                    |   |  | Final                                                   | Final                                                   | Final                                                   | Final                                                   | Final                                                   |  |
|  | 10 de mayo de 1995 (ida) 13 de mayo de 1995 (vuelta) | 10 de mayo de 1995 (ida) 13 de mayo de 1995 (vuelta) | 10 de mayo de 1995 (ida) 13 de mayo de 1995 (vuelta) | 10 de mayo de 1995 (ida) 13 de mayo de 1995 (vuelta) | 10 de mayo de 1995 (ida) 13 de mayo de 1995 (vuelta) |   |   | 16 al 18 de mayo de 1995 (ida) 19 al 21 de mayo de 1995 (vuelta) | 16 al 18 de mayo de 1995 (ida) 19 al 21 de mayo de 1995 (vuelta) | 16 al 18 de mayo de 1995 (ida) 19 al 21 de mayo de 1995 (vuelta) | 16 al 18 de mayo de 1995 (ida) 19 al 21 de mayo de 1995 (vuelta) | 16 al 18 de mayo de 1995 (ida) 19 al 21 de mayo de 1995 (vuelta) |   |   | 24 y 25 de mayo de 1995 (ida) 27 y 28 de mayo de 1995 (vuelta) | 24 y 25 de mayo de 1995 (ida) 27 y 28 de mayo de 1995 (vuelta) | 24 y 25 de mayo de 1995 (ida) 27 y 28 de mayo de 1995 (vuelta) | 24 y 25 de mayo de 1995 (ida) 27 y 28 de mayo de 1995 (vuelta) | 24 y 25 de mayo de 1995 (ida) 27 y 28 de mayo de 1995 (vuelta) |   |  | 1 de junio de 1995 (vuelta) 4 de junio de 1995 (vuelta) | 1 de junio de 1995 (vuelta) 4 de junio de 1995 (vuelta) | 1 de junio de 1995 (vuelta) 4 de junio de 1995 (vuelta) | 1 de junio de 1995 (vuelta) 4 de junio de 1995 (vuelta) | 1 de junio de 1995 (vuelta) 4 de junio de 1995 (vuelta) |  |
|  |                                                      |                                                      |                                                      |                                                      |                                                      |   |   |                                                                  |                                                                  |                                                                  |                                                                  |                                                                  |   |   |                                                                |                                                                |                                                                |                                                                |                                                                |   |  |                                                         |                                                         |                                                         |                                                         |                                                         |  |
|  |                                                      |                                                      |                                                      |                                                      |                                                      |   |   |                                                                  |                                                                  |                                                                  |                                                                  |                                                                  |   |   |                                                                |                                                                |                                                                |                                                                |                                                                |   |  |                                                         |                                                         |                                                         |                                                         |                                                         |  |
|  |                                                      |                                                      |                                                      |                                                      |                                                      |   |   |                                                                  |                                                                  |                                                                  |                                                                  |                                                                  |   |   |                                                                |                                                                |                                                                |                                                                |                                                                |   |  |                                                         |                                                         |                                                         |                                                         |                                                         |  |
|  |                                                      |                                                      |                                                      |                                                      |                                                      |   |   |                                                                  |                                                                  |                                                                  |                                                                  |                                                                  |   |   |                                                                |                                                                |                                                                |                                                                |                                                                |   |  |                                                         |                                                         |                                                         |                                                         |                                                         |  |
|  |                                                      |                                                      |                                                      |                                                      |                                                      |   |   |                                                                  |                                                                  |                                                                  |                                                                  |                                                                  |   |   |                                                                |                                                                |                                                                |                                                                |                                                                |   |  |                                                         |                                                         |                                                         |                                                         |                                                         |  |
|  |                                                      | 2                                                    | América                                              | 0                                                    | 4                                                    | 4 |   |                                                                  |                                                                  |                                                                  |                                                                  |                                                                  |   |   |                                                                |                                                                |                                                                |                                                                |                                                                |   |  |                                                         |                                                         |                                                         |                                                         |                                                         |  |
|  |                                                      |                                                      |                                                      |                                                      |                                                      | 4 |   |                                                                  |                                                                  |                                                                  |                                                                  |                                                                  |   |   |                                                                |                                                                |                                                                |                                                                |                                                                |   |  |                                                         |                                                         |                                                         |                                                         |                                                         |  |
|  |                                                      |                                                      | 7                                                    | Puebla                                               | 0                                                    | 2 | 2 |                                                                  |                                                                  |                                                                  |                                                                  |                                                                  |   |   |                                                                |                                                                |                                                                |                                                                |                                                                |   |  |                                                         |                                                         |                                                         |                                                         |                                                         |  |
|  | 7                                                    | Puebla (*)                                           | 7                                                    | Puebla                                               | 0                                                    | 2 | 2 | 1                                                                | 0                                                                | 1                                                                |                                                                  |                                                                  |   |   |                                                                |                                                                |                                                                |                                                                |                                                                |   |  |                                                         |                                                         |                                                         |                                                         |                                                         |  |
|  | 7                                                    | Puebla (*)                                           |                                                      |                                                      |                                                      |   |   |                                                                  |                                                                  | 1                                                                |                                                                  |                                                                  |   |   |                                                                |                                                                |                                                                |                                                                |                                                                |   |  |                                                         |                                                         |                                                         |                                                         |                                                         |  |
|  | 9                                                    | Veracruz                                             | 1                                                    | 0                                                    | 1                                                    |   |   |                                                                  |                                                                  |                                                                  |                                                                  |                                                                  |   |   |                                                                |                                                                |                                                                |                                                                |                                                                |   |  |                                                         |                                                         |                                                         |                                                         |                                                         |  |
|  | 9                                                    | Veracruz                                             | 1                                                    | 0                                                    | 1                                                    |   |   |                                                                  |                                                                  |                                                                  |                                                                  |                                                                  |   | 2 | América                                                        | 1                                                              | 1                                                              | 2                                                              |                                                                |   |  |                                                         |                                                         |                                                         |                                                         |                                                         |  |
|  |                                                      |                                                      |                                                      |                                                      |                                                      |   |   |                                                                  |                                                                  |                                                                  |                                                                  |                                                                  |   | 2 | América                                                        | 1                                                              | 1                                                              | 2                                                              |                                                                |   |  |                                                         |                                                         |                                                         |                                                         |                                                         |  |
|  |                                                      |                                                      | 3                                                    | Cruz Azul                                            | 1                                                    | 2 | 3 |                                                                  |                                                                  |                                                                  |                                                                  |                                                                  |   |   |                                                                |                                                                |                                                                |                                                                |                                                                |   |  |                                                         |                                                         |                                                         |                                                         |                                                         |  |
|  |                                                      |                                                      | 3                                                    | Cruz Azul                                            | 1                                                    | 2 | 3 |                                                                  |                                                                  |                                                                  |                                                                  |                                                                  |   |   |                                                                |                                                                |                                                                |                                                                |                                                                |   |  |                                                         |                                                         |                                                         |                                                         |                                                         |  |
|  |                                                      |                                                      |                                                      |                                                      |                                                      |   |   |                                                                  |                                                                  |                                                                  |                                                                  |                                                                  |   |   |                                                                |                                                                |                                                                |                                                                |                                                                |   |  |                                                         |                                                         |                                                         |                                                         |                                                         |  |
|  |                                                      |                                                      |                                                      |                                                      |                                                      |   |   |                                                                  |                                                                  |                                                                  |                                                                  |                                                                  |   |   |                                                                |                                                                |                                                                |                                                                |                                                                |   |  |                                                         |                                                         |                                                         |                                                         |                                                         |  |
|  |                                                      | 3                                                    | Cruz Azul (*)                                        | 0                                                    | 1                                                    | 1 |   |                                                                  |                                                                  |                                                                  |                                                                  |                                                                  |   |   |                                                                |                                                                |                                                                |                                                                |                                                                |   |  |                                                         |                                                         |                                                         |                                                         |                                                         |  |
|  |                                                      |                                                      |                                                      |                                                      |                                                      | 1 |   |                                                                  |                                                                  |                                                                  |                                                                  |                                                                  |   |   |                                                                |                                                                |                                                                |                                                                |                                                                |   |  |                                                         |                                                         |                                                         |                                                         |                                                         |  |
|  |                                                      |                                                      | 6                                                    | UNAM                                                 | 1                                                    | 0 | 1 |                                                                  |                                                                  |                                                                  |                                                                  |                                                                  |   |   |                                                                |                                                                |                                                                |                                                                |                                                                |   |  |                                                         |                                                         |                                                         |                                                         |                                                         |  |
|  |                                                      |                                                      | 6                                                    | UNAM                                                 | 1                                                    | 0 | 1 |                                                                  |                                                                  |                                                                  |                                                                  |                                                                  |   |   |                                                                |                                                                |                                                                |                                                                |                                                                |   |  |                                                         |                                                         |                                                         |                                                         |                                                         |  |
|  |                                                      |                                                      |                                                      |                                                      |                                                      |   |   |                                                                  |                                                                  |                                                                  |                                                                  |                                                                  |   |   |                                                                |                                                                |                                                                |                                                                |                                                                |   |  |                                                         |                                                         |                                                         |                                                         |                                                         |  |
|  |                                                      |                                                      |                                                      |                                                      |                                                      |   |   |                                                                  |                                                                  |                                                                  |                                                                  |                                                                  |   |   |                                                                |                                                                |                                                                |                                                                |                                                                |   |  |                                                         |                                                         |                                                         |                                                         |                                                         |  |
|  |                                                      |                                                      |                                                      |                                                      |                                                      |   |   |                                                                  |                                                                  |                                                                  |                                                                  |                                                                  |   |   |                                                                | 3                                                              | Cruz Azul                                                      | 1                                                              | 0                                                              | 1 |  |                                                         |                                                         |                                                         |                                                         |                                                         |  |
|  |                                                      |                                                      |                                                      |                                                      |                                                      |   |   |                                                                  |                                                                  |                                                                  |                                                                  |                                                                  |   |   |                                                                |                                                                |                                                                |                                                                |                                                                | 1 |  |                                                         |                                                         |                                                         |                                                         |                                                         |  |
|  |                                                      |                                                      | 4                                                    | Necaxa                                               | 1                                                    | 2 | 3 |                                                                  |                                                                  |                                                                  |                                                                  |                                                                  |   |   |                                                                |                                                                |                                                                |                                                                |                                                                |   |  |                                                         |                                                         |                                                         |                                                         |                                                         |  |
|  |                                                      |                                                      | 4                                                    | Necaxa                                               | 1                                                    | 2 | 3 |                                                                  |                                                                  |                                                                  |                                                                  |                                                                  |   |   |                                                                |                                                                |                                                                |                                                                |                                                                |   |  |                                                         |                                                         |                                                         |                                                         |                                                         |  |
|  |                                                      |                                                      |                                                      |                                                      |                                                      |   |   |                                                                  |                                                                  |                                                                  |                                                                  |                                                                  |   |   |                                                                |                                                                |                                                                |                                                                |                                                                |   |  |                                                         |                                                         |                                                         |                                                         |                                                         |  |
|  |                                                      |                                                      |                                                      |                                                      |                                                      |   |   |                                                                  |                                                                  |                                                                  |                                                                  |                                                                  |   |   |                                                                |                                                                |                                                                |                                                                |                                                                |   |  |                                                         |                                                         |                                                         |                                                         |                                                         |  |
|  |                                                      | 1                                                    | Guadalajara (v.)                                     | 1                                                    | 2                                                    | 3 |   |                                                                  |                                                                  |                                                                  |                                                                  |                                                                  |   |   |                                                                |                                                                |                                                                |                                                                |                                                                |   |  |                                                         |                                                         |                                                         |                                                         |                                                         |  |
|  |                                                      |                                                      |                                                      |                                                      |                                                      | 3 |   |                                                                  |                                                                  |                                                                  |                                                                  |                                                                  |   |   |                                                                |                                                                |                                                                |                                                                |                                                                |   |  |                                                         |                                                         |                                                         |                                                         |                                                         |  |
|  |                                                      |                                                      | 8                                                    | Santos                                               | 3                                                    | 0 | 3 |                                                                  |                                                                  |                                                                  |                                                                  |                                                                  |   |   |                                                                |                                                                |                                                                |                                                                |                                                                |   |  |                                                         |                                                         |                                                         |                                                         |                                                         |  |
|  |                                                      |                                                      | 8                                                    | Santos                                               | 3                                                    | 0 | 3 |                                                                  |                                                                  |                                                                  |                                                                  |                                                                  |   |   |                                                                |                                                                |                                                                |                                                                |                                                                |   |  |                                                         |                                                         |                                                         |                                                         |                                                         |  |
|  |                                                      |                                                      |                                                      |                                                      |                                                      |   |   |                                                                  |                                                                  |                                                                  |                                                                  |                                                                  |   |   |                                                                |                                                                |                                                                |                                                                |                                                                |   |  |                                                         |                                                         |                                                         |                                                         |                                                         |  |
|  |                                                      |                                                      |                                                      |                                                      |                                                      |   |   |                                                                  |                                                                  |                                                                  |                                                                  |                                                                  |   |   |                                                                |                                                                |                                                                |                                                                |                                                                |   |  |                                                         |                                                         |                                                         |                                                         |                                                         |  |
|  |                                                      |                                                      |                                                      |                                                      |                                                      |   |   |                                                                  | 1                                                                | Guadalajara                                                      | 0                                                                | 1                                                                | 1 |   |                                                                |                                                                |                                                                |                                                                |                                                                |   |  |                                                         |                                                         |                                                         |                                                         |                                                         |  |
|  |                                                      |                                                      |                                                      |                                                      |                                                      |   |   |                                                                  |                                                                  |                                                                  |                                                                  |                                                                  | 1 |   |                                                                |                                                                |                                                                |                                                                |                                                                |   |  |                                                         |                                                         |                                                         |                                                         |                                                         |  |
|  |                                                      |                                                      | 4                                                    | Necaxa (v.)                                          | 0                                                    | 1 | 1 |                                                                  |                                                                  |                                                                  |                                                                  |                                                                  |   |   |                                                                |                                                                |                                                                |                                                                |                                                                |   |  |                                                         |                                                         |                                                         |                                                         |                                                         |  |
|  |                                                      |                                                      | 4                                                    | Necaxa (v.)                                          | 0                                                    | 1 | 1 |                                                                  |                                                                  |                                                                  |                                                                  |                                                                  |   |   |                                                                |                                                                |                                                                |                                                                |                                                                |   |  |                                                         |                                                         |                                                         |                                                         |                                                         |  |
|  |                                                      |                                                      |                                                      |                                                      |                                                      |   |   |                                                                  |                                                                  |                                                                  |                                                                  |                                                                  |   |   |                                                                |                                                                |                                                                |                                                                |                                                                |   |  |                                                         |                                                         |                                                         |                                                         |                                                         |  |
|  |                                                      |                                                      |                                                      |                                                      |                                                      |   |   |                                                                  |                                                                  |                                                                  |                                                                  |                                                                  |   |   |                                                                |                                                                |                                                                |                                                                |                                                                |   |  |                                                         |                                                         |                                                         |                                                         |                                                         |  |
|  |                                                      | 4                                                    | Necaxa                                               | 2                                                    | 2                                                    | 4 |   |                                                                  |                                                                  |                                                                  |                                                                  |                                                                  |   |   |                                                                |                                                                |                                                                |                                                                |                                                                |   |  |                                                         |                                                         |                                                         |                                                         |                                                         |  |
|  |                                                      |                                                      |                                                      |                                                      |                                                      | 4 |   |                                                                  |                                                                  |                                                                  |                                                                  |                                                                  |   |   |                                                                |                                                                |                                                                |                                                                |                                                                |   |  |                                                         |                                                         |                                                         |                                                         |                                                         |  |
|  |                                                      |                                                      | 5                                                    | Tecos UAG                                            | 0                                                    | 1 | 1 |                                                                  |                                                                  |                                                                  |                                                                  |                                                                  |   |   |                                                                |                                                                |                                                                |                                                                |                                                                |   |  |                                                         |                                                         |                                                         |                                                         |                                                         |  |
|  | 5                                                    | Tecos UAG (*)                                        | 5                                                    | Tecos UAG                                            | 0                                                    | 1 | 1 | 0                                                                | 2                                                                | 2                                                                |                                                                  |                                                                  |   |   |                                                                |                                                                |                                                                |                                                                |                                                                |   |  |                                                         |                                                         |                                                         |                                                         |                                                         |  |
|  | 5                                                    | Tecos UAG (*)                                        |                                                      |                                                      |                                                      |   |   |                                                                  |                                                                  | 2                                                                |                                                                  |                                                                  |   |   |                                                                |                                                                |                                                                |                                                                |                                                                |   |  |                                                         |                                                         |                                                         |                                                         |                                                         |  |
|  | 11                                                   | Monterrey                                            | 2                                                    | 0                                                    | 2                                                    |   |   |                                                                  |                                                                  |                                                                  |                                                                  |                                                                  |   |   |                                                                |                                                                |                                                                |                                                                |                                                                |   |  |                                                         |                                                         |                                                         |                                                         |                                                         |  |
|  | 11                                                   | Monterrey                                            | 2                                                    | 0                                                    | 2                                                    |   |   |                                                                  |                                                                  |                                                                  |                                                                  |                                                                  |   |   |                                                                |                                                                |                                                                |                                                                |                                                                |   |  |                                                         |                                                         |                                                         |                                                         |                                                         |  |
|  |                                                      |                                                      |                                                      |                                                      |                                                      |   |   |                                                                  |                                                                  |                                                                  |                                                                  |                                                                  |   |   |                                                                |                                                                |                                                                |                                                                |                                                                |   |  |                                                         |                                                         |                                                         |                                                         |                                                         |  |

- (*) Avanza por su mejor posición en la tabla general

### Cuartos de final
| 17 de mayo de 1995, 16:00 | Santos                          | 3:1 | Guadalajara | Estadio Corona, Torreón |  |
|                           | Asprilla 8' 65' · Adomaitis 79' |     | Guzmán 15'  |                         |  |

| 20 de mayo de 1995, 20:45                                                 | Guadalajara               | 2:0 (3:3) | Santos | Estadio Jalisco, Guadalajara |  |
|                                                                           | Espinoza 50' · Guzmán 85' |           |        |                              |  |
| Guadalajara clasifica a las semifinales por gol de visitante. Global 3-3. |                           |           |        |                              |  |

| 18 de mayo de 1995, 20:30 | Tecos UAG | 0:2 | Necaxa                          | Estadio Tres de Marzo, Zapopan |  |
|                           |           |     | Ivo Basay 32' · García Aspe 81' |                                |  |

| 21 de mayo de 1995, 12:00                  | Necaxa                    | 2:1 (4:1) | Tecos UAG    | Estadio Azteca, Ciudad de México |  |
|                                            | Ambriz 57' · Higareda 87' |           | Malibrán 74' |                                  |  |
| Necaxa clasifica a semifinales. Global 4-1 |                           |           |              |                                  |  |

| 16 de mayo de 1995, 20:30 | Puebla | 0:0 | América | Estadio Cuauhtémoc, Puebla |  |

| 19 de mayo de 1995, 12:00                   | América                                          | 4:2 (4:2) | Puebla                     | Estadio Azteca, Ciudad de México |  |
|                                             | Luis García 35' 70' · Omam-Biyik 75' · Zague 88' |           | Fernández 14' · Cuevas 58' |                                  |  |
| América clasifica a semifinales. Global 4-2 |                                                  |           |                            |                                  |  |

| 17 de mayo de 1995, 20:30 | UNAM       | 1:0 | Cruz Azul | Estadio Olímpico Universitario, Ciudad de México |  |
|                           | García 53' |     |           |                                                  |  |

| 20 de mayo de 1995, 17:00                                                    | Cruz Azul     | 1:0 (1:1) | UNAM | Estadio Azteca, Ciudad de México |  |
|                                                                              | Castañeda 92' |           |      |                                  |  |
| Cruz Azul clasifica a Semifinales por mejor posición en la tabla. 1-1 Global |               |           |      |                                  |  |

### Semifinales
| 24 de mayo de 1995, 20:45 | Necaxa | 0:0 | Guadalajara | Estadio Azteca, Ciudad de México |  |

| 27 de mayo de 1995, 20:45                                   | Guadalajara  | 1:1 | Necaxa         | Estadio Jalisco, Guadalajara |  |
|                                                             | Martínez 23' |     | García Aspe 7' |                              |  |
| Necaxa avanza a la final por goles de visitante. Global 1-1 |              |     |                |                              |  |

| 25 de mayo de 1995, 17:00 | Cruz Azul   | 1:1 | América     | Estadio Azteca, Ciudad de México |  |
|                           | Oliveira 9' |     | del Olmo 1' |                                  |  |

| 29 de mayo de 1995, 12:00               | América   | 1:2 (2:3) | Cruz Azul                 | Estadio Azteca, Ciudad de México |  |
|                                         | Zague 76' |           | Hermosillo 25' · Mora 30' |                                  |  |
| Cruz Azul avanza a la final. Global 2-3 |           |           |                           |                                  |  |

### Final
| 1 de junio de 1995, 20:45 | Necaxa        | 1:1 | Cruz Azul      | Estadio Azteca, Ciudad de México |                               |
|                           | Ivo Basay 21' |     | Hermosillo 44' | Árbitro(s): Armando Archundia    | Árbitro(s): Armando Archundia |

| 4 de junio de 1995, 17:00                          | Cruz Azul | 0:2 (1:3) | Necaxa                       | Estadio Azteca, Ciudad de México |                           |
|                                                    |           |           | Aguinaga 29' · Ivo Basay 83' | Árbitro(s): Arturo Brizio        | Árbitro(s): Arturo Brizio |
| Necaxa campeón de la Temporada 1994-95. Global 1-3 |           |           |                              |                                  |                           |

### Final - Ida
| 1     | POR   | Nicolás Navarro     |  |
| 20    | DEF   | José María Higareda |  |
| 15    | DEF   | Octavio Becerril    |  |
| 3     | DEF   | Eduardo Vilches     |  |
| 10    | DEF   | Efraín Herrera      |  |
| 14    | MED   | Gerardo Esquivel    |  |
| 8     | MED   | Alberto García Aspe |  |
| 7     | MED   | Álex Aguinaga       |  |
| 12    | DEL   | Luis Hernández      |  |
| 9     | DEL   | Ricardo Peláez      |  |
| 11    | DEL   | Ivo Basay           |  |
| D. T. | D. T. | Manuel Lapuente     |  |

| 21    | POR   | Norberto Scoponi    |  |
| 2     | DEF   | Guadalupe Castañeda |  |
| 3     | DEF   | José Luis Sixtos    |  |
| 4     | DEF   | Juan Reynoso        |  |
| 26    | DEF   | Antonio Taboada     |  |
| 14    | MED   | Agustín Morales     |  |
| 6     | MED   | Héctor Islas        |  |
| 11    | MED   | Octavio Mora        |  |
| 7     | MED   | Pintado             |  |
| 9     | DEL   | Julio Zamora        |  |
| 27    | DEL   | Carlos Hermosillo   |  |
| D. T. | D. T. | Luis Fernando Tena  |  |

| 12 | Defensa        | ? | Entró |
| 13 | Centrocampista | ? | Entró |
| 14 | Delantero      | ? | Entró |

| 12 | Defensa        | ? | Entró |
| 13 | Centrocampista | ? | Entró |
| 14 | Delantero      | ? | Entró |

| 21' | Ivo Basay | 1:0 |

| 44' | Carlos Hermosillo | 1:1 |

| Principal  | Armando Archundia     |
| Asistentes | Eduardo Brizio Carter |
|            | Carlos González       |

| 1     | POR   | Nicolás Navarro     |  |
| 20    | DEF   | José María Higareda |  |
| 15    | DEF   | Octavio Becerril    |  |
| 3     | DEF   | Eduardo Vilches     |  |
| 10    | DEF   | Efraín Herrera      |  |
| 14    | MED   | Gerardo Esquivel    |  |
| 8     | MED   | Alberto García Aspe |  |
| 7     | MED   | Álex Aguinaga       |  |
| 12    | DEL   | Luis Hernández      |  |
| 9     | DEL   | Ricardo Peláez      |  |
| 11    | DEL   | Ivo Basay           |  |
| D. T. | D. T. | Manuel Lapuente     |  |

| 21    | POR   | Norberto Scoponi    |  |
| 2     | DEF   | Guadalupe Castañeda |  |
| 3     | DEF   | José Luis Sixtos    |  |
| 4     | DEF   | Juan Reynoso        |  |
| 26    | DEF   | Antonio Taboada     |  |
| 14    | MED   | Agustín Morales     |  |
| 6     | MED   | Héctor Islas        |  |
| 11    | MED   | Octavio Mora        |  |
| 7     | MED   | Pintado             |  |
| 9     | DEL   | Julio Zamora        |  |
| 27    | DEL   | Carlos Hermosillo   |  |
| D. T. | D. T. | Luis Fernando Tena  |  |

| 12 | Defensa        | ? | Entró |
| 13 | Centrocampista | ? | Entró |
| 14 | Delantero      | ? | Entró |

| 12 | Defensa        | ? | Entró |
| 13 | Centrocampista | ? | Entró |
| 14 | Delantero      | ? | Entró |

| 21' | Ivo Basay | 1:0 |

| 44' | Carlos Hermosillo | 1:1 |

| Principal  | Armando Archundia     |
| Asistentes | Eduardo Brizio Carter |
|            | Carlos González       |

| 1     | POR   | Nicolás Navarro     |  |
| 20    | DEF   | José María Higareda |  |
| 15    | DEF   | Octavio Becerril    |  |
| 3     | DEF   | Eduardo Vilches     |  |
| 10    | DEF   | Efraín Herrera      |  |
| 14    | MED   | Gerardo Esquivel    |  |
| 8     | MED   | Alberto García Aspe |  |
| 7     | MED   | Álex Aguinaga       |  |
| 12    | DEL   | Luis Hernández      |  |
| 9     | DEL   | Ricardo Peláez      |  |
| 11    | DEL   | Ivo Basay           |  |
| D. T. | D. T. | Manuel Lapuente     |  |

| 21    | POR   | Norberto Scoponi    |  |
| 2     | DEF   | Guadalupe Castañeda |  |
| 3     | DEF   | José Luis Sixtos    |  |
| 4     | DEF   | Juan Reynoso        |  |
| 26    | DEF   | Antonio Taboada     |  |
| 14    | MED   | Agustín Morales     |  |
| 6     | MED   | Héctor Islas        |  |
| 11    | MED   | Octavio Mora        |  |
| 7     | MED   | Pintado             |  |
| 9     | DEL   | Julio Zamora        |  |
| 27    | DEL   | Carlos Hermosillo   |  |
| D. T. | D. T. | Luis Fernando Tena  |  |

| 12 | Defensa        | ? | Entró |
| 13 | Centrocampista | ? | Entró |
| 14 | Delantero      | ? | Entró |

| 12 | Defensa        | ? | Entró |
| 13 | Centrocampista | ? | Entró |
| 14 | Delantero      | ? | Entró |

| 21' | Ivo Basay | 1:0 |

| 44' | Carlos Hermosillo | 1:1 |

| Principal  | Armando Archundia     |
| Asistentes | Eduardo Brizio Carter |
|            | Carlos González       |

| 1     | POR   | Nicolás Navarro     |  |
| 20    | DEF   | José María Higareda |  |
| 15    | DEF   | Octavio Becerril    |  |
| 3     | DEF   | Eduardo Vilches     |  |
| 10    | DEF   | Efraín Herrera      |  |
| 14    | MED   | Gerardo Esquivel    |  |
| 8     | MED   | Alberto García Aspe |  |
| 7     | MED   | Álex Aguinaga       |  |
| 12    | DEL   | Luis Hernández      |  |
| 9     | DEL   | Ricardo Peláez      |  |
| 11    | DEL   | Ivo Basay           |  |
| D. T. | D. T. | Manuel Lapuente     |  |

| 21    | POR   | Norberto Scoponi    |  |
| 2     | DEF   | Guadalupe Castañeda |  |
| 3     | DEF   | José Luis Sixtos    |  |
| 4     | DEF   | Juan Reynoso        |  |
| 26    | DEF   | Antonio Taboada     |  |
| 14    | MED   | Agustín Morales     |  |
| 6     | MED   | Héctor Islas        |  |
| 11    | MED   | Octavio Mora        |  |
| 7     | MED   | Pintado             |  |
| 9     | DEL   | Julio Zamora        |  |
| 27    | DEL   | Carlos Hermosillo   |  |
| D. T. | D. T. | Luis Fernando Tena  |  |

| 12 | Defensa        | ? | Entró |
| 13 | Centrocampista | ? | Entró |
| 14 | Delantero      | ? | Entró |

| 12 | Defensa        | ? | Entró |
| 13 | Centrocampista | ? | Entró |
| 14 | Delantero      | ? | Entró |

| 21' | Ivo Basay | 1:0 |

| 44' | Carlos Hermosillo | 1:1 |

| Principal  | Armando Archundia     |
| Asistentes | Eduardo Brizio Carter |
|            | Carlos González       |

### Final - Vuelta
| 21    | POR   | Norberto Scoponi    |     |
| 2     | DEF   | Guadalupe Castañeda |     |
| 3     | DEF   | José Luis Sixtos    |     |
| 4     | DEF   | Juan Reynoso        |     |
| 26    | DEF   | Antonio Taboada     |     |
| 14    | MED   | Agustín Morales     |     |
| 6     | MED   | Héctor Islas        | 79' |
| 11    | MED   | Octavio Mora        |     |
| 7     | MED   | Pintado             | 34' |
| 9     | DEL   | Julio Zamora        |     |
| 27    | DEL   | Carlos Hermosillo   |     |
| D. T. | D. T. | Luis Fernando Tena  |     |

| 1     | POR   | Nicolás Navarro     |     |
| 20    | DEF   | José María Higareda |     |
| 15    | DEF   | Octavio Becerril    |     |
| 3     | DEF   | Eduardo Vilches     |     |
| 10    | DEF   | Efraín Herrera      |     |
| 4     | MED   | Ignacio Ambriz      |     |
| 14    | MED   | Gerardo Esquivel    |     |
| 8     | MED   | Alberto García Aspe |     |
| 7     | MED   | Álex Aguinaga       | 79' |
| 11    | DEL   | Ivo Basay           |     |
| 9     | DEL   | Ricardo Peláez      | 58' |
| D. T. | D. T. | Manuel Lapuente     |     |

| 14 | Delantero      | Marcelo Delgado | 34' |
| 10 | Centrocampista | Pedro Duana     | 79' |

| 25 | Delantero | Sergio Zárate  | 58' |
| 12 | Delantero | Luis Hernández | 79' |

| 29' · 83' · | Álex Aguinaga Ivo Basay | 0:1 0:2 |

| 67' | José Luis Sixtos |

| Principal  | Arturo Brizio Carter |
| Asistentes | José Fidel Martínez  |
|            | Felipe Ramos Rizo    |

| 21    | POR   | Norberto Scoponi    |     |
| 2     | DEF   | Guadalupe Castañeda |     |
| 3     | DEF   | José Luis Sixtos    |     |
| 4     | DEF   | Juan Reynoso        |     |
| 26    | DEF   | Antonio Taboada     |     |
| 14    | MED   | Agustín Morales     |     |
| 6     | MED   | Héctor Islas        | 79' |
| 11    | MED   | Octavio Mora        |     |
| 7     | MED   | Pintado             | 34' |
| 9     | DEL   | Julio Zamora        |     |
| 27    | DEL   | Carlos Hermosillo   |     |
| D. T. | D. T. | Luis Fernando Tena  |     |

| 1     | POR   | Nicolás Navarro     |     |
| 20    | DEF   | José María Higareda |     |
| 15    | DEF   | Octavio Becerril    |     |
| 3     | DEF   | Eduardo Vilches     |     |
| 10    | DEF   | Efraín Herrera      |     |
| 4     | MED   | Ignacio Ambriz      |     |
| 14    | MED   | Gerardo Esquivel    |     |
| 8     | MED   | Alberto García Aspe |     |
| 7     | MED   | Álex Aguinaga       | 79' |
| 11    | DEL   | Ivo Basay           |     |
| 9     | DEL   | Ricardo Peláez      | 58' |
| D. T. | D. T. | Manuel Lapuente     |     |

| 14 | Delantero      | Marcelo Delgado | 34' |
| 10 | Centrocampista | Pedro Duana     | 79' |

| 25 | Delantero | Sergio Zárate  | 58' |
| 12 | Delantero | Luis Hernández | 79' |

| 29' · 83' · | Álex Aguinaga Ivo Basay | 0:1 0:2 |

| 67' | José Luis Sixtos |

| Principal  | Arturo Brizio Carter |
| Asistentes | José Fidel Martínez  |
|            | Felipe Ramos Rizo    |

| 21    | POR   | Norberto Scoponi    |     |
| 2     | DEF   | Guadalupe Castañeda |     |
| 3     | DEF   | José Luis Sixtos    |     |
| 4     | DEF   | Juan Reynoso        |     |
| 26    | DEF   | Antonio Taboada     |     |
| 14    | MED   | Agustín Morales     |     |
| 6     | MED   | Héctor Islas        | 79' |
| 11    | MED   | Octavio Mora        |     |
| 7     | MED   | Pintado             | 34' |
| 9     | DEL   | Julio Zamora        |     |
| 27    | DEL   | Carlos Hermosillo   |     |
| D. T. | D. T. | Luis Fernando Tena  |     |

| 1     | POR   | Nicolás Navarro     |     |
| 20    | DEF   | José María Higareda |     |
| 15    | DEF   | Octavio Becerril    |     |
| 3     | DEF   | Eduardo Vilches     |     |
| 10    | DEF   | Efraín Herrera      |     |
| 4     | MED   | Ignacio Ambriz      |     |
| 14    | MED   | Gerardo Esquivel    |     |
| 8     | MED   | Alberto García Aspe |     |
| 7     | MED   | Álex Aguinaga       | 79' |
| 11    | DEL   | Ivo Basay           |     |
| 9     | DEL   | Ricardo Peláez      | 58' |
| D. T. | D. T. | Manuel Lapuente     |     |

| 14 | Delantero      | Marcelo Delgado | 34' |
| 10 | Centrocampista | Pedro Duana     | 79' |

| 25 | Delantero | Sergio Zárate  | 58' |
| 12 | Delantero | Luis Hernández | 79' |

| 29' · 83' · | Álex Aguinaga Ivo Basay | 0:1 0:2 |

| 67' | José Luis Sixtos |

| Principal  | Arturo Brizio Carter |
| Asistentes | José Fidel Martínez  |
|            | Felipe Ramos Rizo    |

| 21    | POR   | Norberto Scoponi    |     |
| 2     | DEF   | Guadalupe Castañeda |     |
| 3     | DEF   | José Luis Sixtos    |     |
| 4     | DEF   | Juan Reynoso        |     |
| 26    | DEF   | Antonio Taboada     |     |
| 14    | MED   | Agustín Morales     |     |
| 6     | MED   | Héctor Islas        | 79' |
| 11    | MED   | Octavio Mora        |     |
| 7     | MED   | Pintado             | 34' |
| 9     | DEL   | Julio Zamora        |     |
| 27    | DEL   | Carlos Hermosillo   |     |
| D. T. | D. T. | Luis Fernando Tena  |     |

| 1     | POR   | Nicolás Navarro     |     |
| 20    | DEF   | José María Higareda |     |
| 15    | DEF   | Octavio Becerril    |     |
| 3     | DEF   | Eduardo Vilches     |     |
| 10    | DEF   | Efraín Herrera      |     |
| 4     | MED   | Ignacio Ambriz      |     |
| 14    | MED   | Gerardo Esquivel    |     |
| 8     | MED   | Alberto García Aspe |     |
| 7     | MED   | Álex Aguinaga       | 79' |
| 11    | DEL   | Ivo Basay           |     |
| 9     | DEL   | Ricardo Peláez      | 58' |
| D. T. | D. T. | Manuel Lapuente     |     |

| 14 | Delantero      | Marcelo Delgado | 34' |
| 10 | Centrocampista | Pedro Duana     | 79' |

| 25 | Delantero | Sergio Zárate  | 58' |
| 12 | Delantero | Luis Hernández | 79' |

| 29' · 83' · | Álex Aguinaga Ivo Basay | 0:1 0:2 |

| 67' | José Luis Sixtos |

| Principal  | Arturo Brizio Carter |
| Asistentes | José Fidel Martínez  |
|            | Felipe Ramos Rizo    |

| Campeón Primera División 1994/95 |
| -------------------------------- |
|                                  |
| Necaxa                           |
| 1o título                        |